# Salón de la Fama de las mujeres de Tennessee

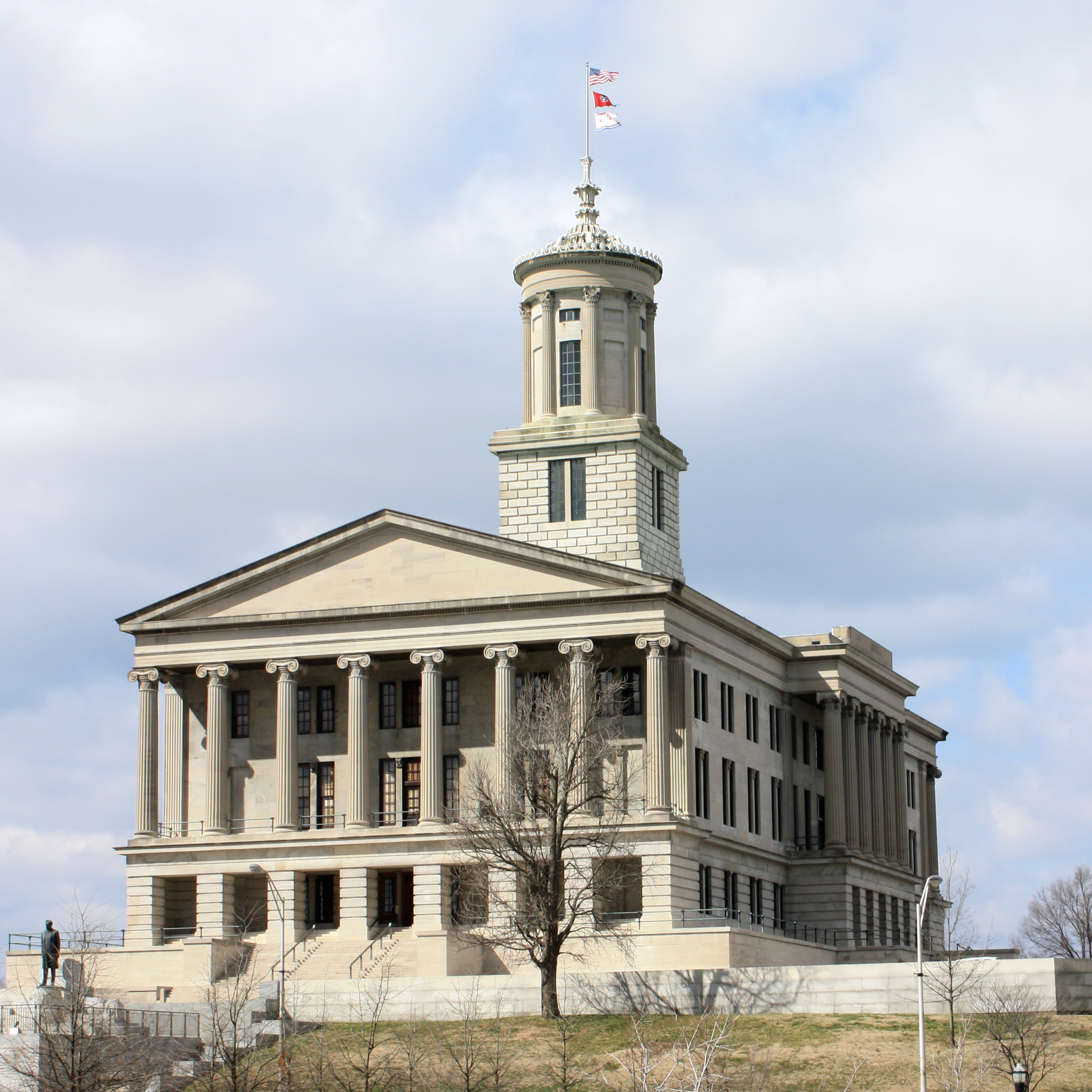
Capitolio del estado de Tennessee en Nashville.

El Salón de la Fama de las mujeres de Tennessee es una organización voluntaria sin fines de lucro que reconoce a las mujeres que han contribuido a la historia del estado de Tennessee en los Estados Unidos.

## Historia
La organización fue fundada e incorporada como una asociación sin fines de lucro en 2010 para reconocer a las mujeres que hayan tenido un impacto en el desarrollo del estado de Tennessee y hayan mejorado el estatus de otras mujeres. Es una idea original de la Women's Economic Council Foundation, Inc. y el Consejo Económico de Mujeres de Tennessee.

## Criterios
El criterio para la inclusión al Salón de la Fama de las mujeres de Tennessee es que hayan nacido y obtuvieran un reconocimiento dentro del estado; sean o hayan residido en Tennessee por un período prolongado de tiempo o adoptaron Tennessee como su estado natal. Los criterios adicionales incluyen mujeres que:
- Han hecho contribuciones significativas, únicas y permanentes al mejoramiento económico, político y cultural de Tennessee;
- Han elevado el estatus de las mujeres;
- Han promovido otras mujeres y defendido sus problemas;
- Han sido defensoras de aquellos temas que son importantes para las mujeres y las familias.

El salón presenta nuevos miembros anualmente o dos veces al año, e incluye tanto mujeres actuales como históricas u organizaciones que benefician a las mujeres.

## Galardonadas
| Nombre                 | Imagen | Nacimiento–Muerte | Año  | Área de éxitos |
| ---------------------- | ------ | ----------------- | ---- | --- |
| Joy Bishop             |        | (1934-)           | 2015 | Primera mujer de la Fuerza Aérea nombrada para el Servicio Ejecutivo Senior, y ejerció como Coordinadora del Programa de Mujeres. and served as the Women's Program Coordinator. |
| Lizzie Crozier French  |        | (1851-1926)       | 2015 | Fundador del Instituto Femenino de Knoxville y la Asociación del Sufragio de Tennessee.                                                                                          |
| Elizabeth Rona (de)    |        | (1890-1981)       | 2015 | Primera mujer en enseñar química en cualquier universidad en los Estados Unidos, sirvió en el Proyecto Manhattan.                                                                |
| Janice M. Holder       |        | (1949-)           | 2015 | Primera mujer Presidenta del Tribunal Supremo de Tennessee. |
| Rosetta Miller-Perry   |        | (1934-)           | 2015 | Fundador de Greater Nashville Black Chamber of Commerce, y cofundador, editor y periodista de Perry & Perry Publishing Company                                                   |
| Margaret Rhea Seddon   |        | (1947-)           | 2015 | Formó parte del grupo inaugural de mujeres astronautas de la NASA |
| Zulfat Suara           |        |                   | 2015 | Presidente y fundador del American Muslim Council of Tennessee. |
| Carol Gardner Transou  |        |                   | 2015 | En 1987 Profesora del Año de Tennessee y primera Profesora-Académica de Tennessee del Fondo Nacional para las Humanidades.                                                       |
| Margaret L. Behm       |        | (c. 1951)         | 2013 | Cofundó Shipley & Behm, la primera firma de abogados totalmente femenina en Nashville.                                                                                           |
| Wilsie S. Bishop       |        | (1949)            | 2013 | Primera mujer como directora de operaciones y vicepresidenta de la Universidad Estatal del Este de Tennessee.                                                                    |
| M. Inez Crutchfield    |        | (c. 1925-)        | 2013 | Primera afroamericana en ocupar un puesto estatal designado y elegido en la Federación de Mujeres Democráticas del Estado de Tennessee.                                          |
| Shirley C. Raines      |        | (1945-)           | 2013 | Presidenta de la Universidad de Memphis |
| Becca Stevens          |        | (1963-)           | 2013 | Fundadora de Magdalene House. |
| Jocelyn Wurzburg       |        | (1940-)           | 2013 | Dirigió una respuesta grupal interreligiosa e interracial al asesinato de Martin Luther King, Jr.                                                                                |
| Pat Summitt            |        | (1952-2016)       | 2011 | La mayoría de las victorias de todos los tiempos para un entrenadora en la historia del baloncesto de la NCAA de un equipo masculino o femenino en cualquier división.           |
| Martha Craig Daughtrey |        | (1942-)           | 2010 | Primera mujer de Tennessee nombrada para el Tribunal de Apelaciones de los Estados Unidos para el Sexto Circuito.                                                                |
| Jane G. Eskind         |        | (1933-)           | 2010 | Primera mujer en ganar una elección estatal en Tennessee. |